# Zuid (Alkmaar)
Zuid is een wijk in de stad Alkmaar. De wijk is gelegen ten zuiden van het centrum van de stad. De wijk had in 2017 14.315 inwoners.
De wijk wordt in het noorden begrensd door de singels van het centrum, in het oosten is de Vondelstraat de grens met Overdie, in het zuiden vormt de Heilooër Tolweg goeddeels de begrenzing. Deze weg is onderdeel van de N9 en vormt in de praktijk tevens de grens met de gemeente Heiloo. De westelijke grens wordt bepaald door de Hoevervaart. In de wijk is het rijksbeschermd gezicht Westerhoutkwartier en het stadspark Alkmaarderhout, daterend uit 1607, gelegen.

## Buurten
- Kooimeer
- Dillenburg en Stadhouderskwartier
- Staatsliedenkwartier en Landstraten
- Oud-Rochdale
- Emmakwartier
- Nassaukwartier en Hout
- Oranjepark
- Cranenbroek
- Bloemwijk en Zocherkwartier
- Burgemeesterskwartier